# Kozica północna

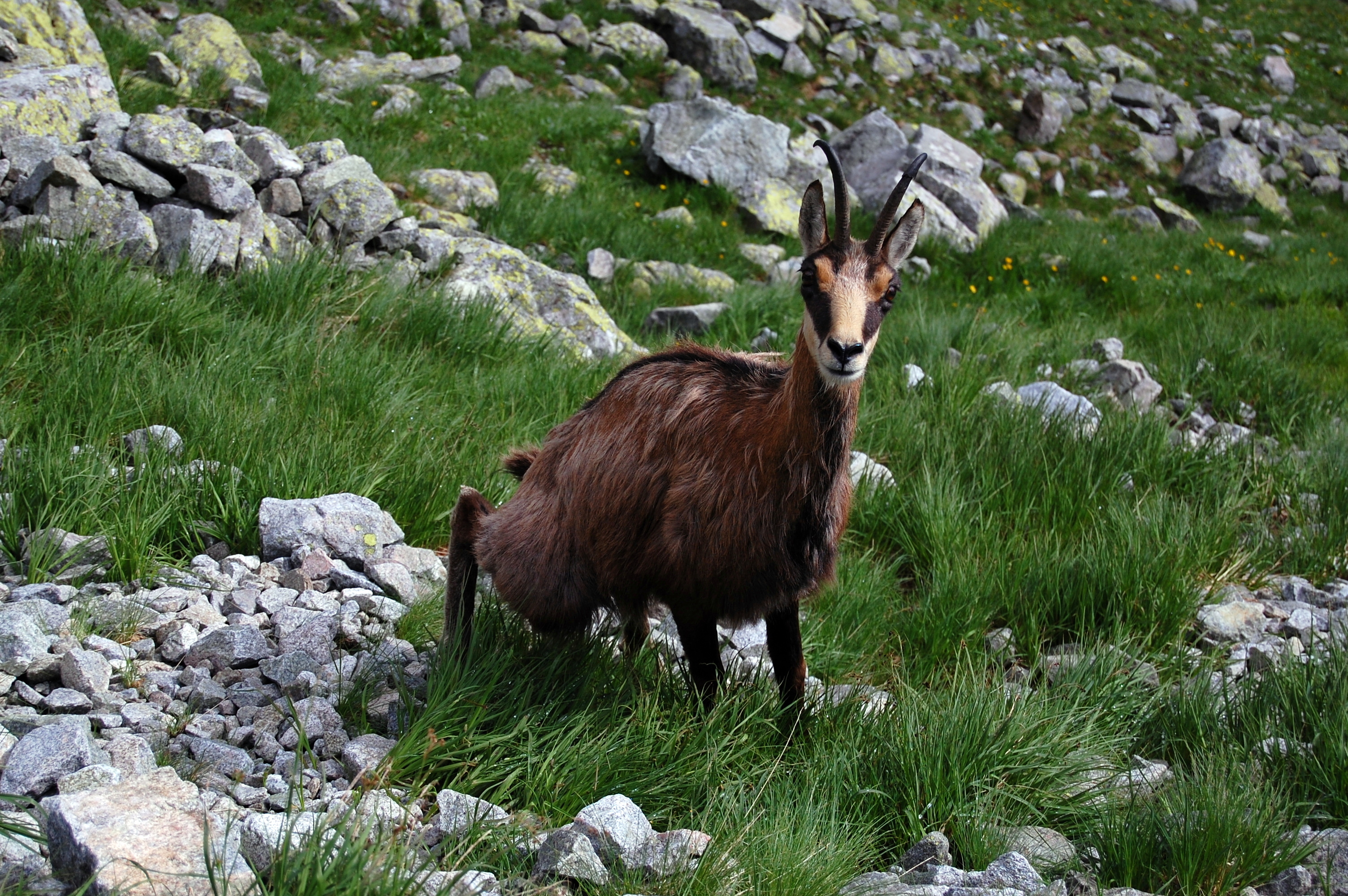
Kozica w słowackich Tatrach

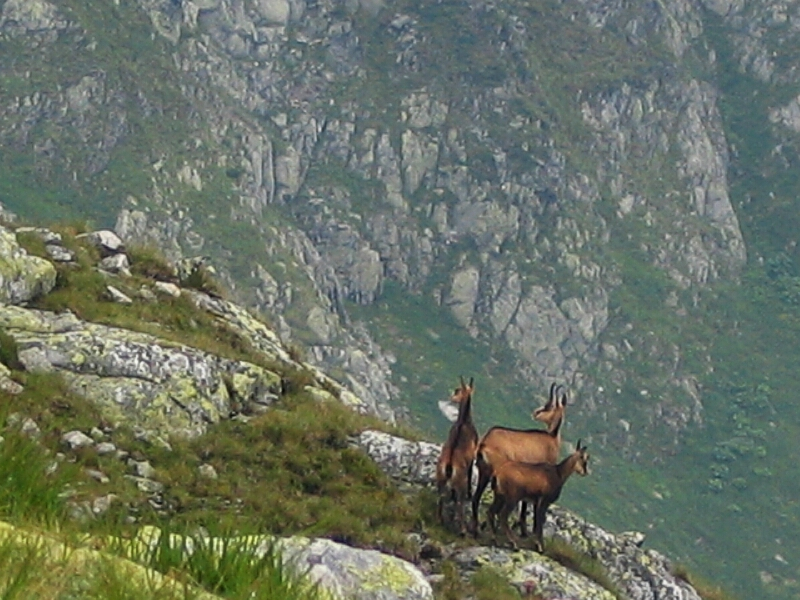
Kozice w Tatrach

Kozica północna, dawniej: kozica (Rupicapra rupicapra) – ssak z rodziny wołowatych (Bovidae), zamieszkujący wysokie góry, takie jak Alpy, Jura, Kaukaz, Taurus, góry Bałkanów, Karpaty Wschodnie, Tatry oraz Sudety (rejon Średniaka). Jeden z dwóch gatunków z rodzaju Rupicapra (drugi to kozica południowa, występująca w Pirenejach, Apeninach i Górach Kantabryjskich).

## Podstawowe wiadomości
- długość ciała 120–135 cm
- wysokość w kłębie do 90 cm
- masa ciała 34–62 kg[5]
- ubarwienie brunatne, wzdłuż grzbietu ciemniejsza smuga
- ciąża trwa 150–200 dni.

Dojrzałość płciową osiąga w wieku około 20 miesięcy, ale rozmnaża się dopiero po osiągnięciu 3–4 lat. Żyje 18–25 lat. Młode rodzą się najczęściej wiosną (od końca kwietnia do połowy czerwca), kozice rodzą najczęściej jedno, rzadziej dwa młode. Zarówno samce, jak i samice posiadają rogi (haki).

## Struktura stada
Zwierzę stadne, żyje w niewielkich grupach zwanych kierdlami. Na czele kierdla zawsze stoi doświadczona samica z młodym, tzw. licówka, niżej stoją inne samice z młodymi oraz tzw. roczniaki i dwulatki. Samce żyją najczęściej samotnie lub tworzą grupy kawalerskie, dołączając się do kierdli jesienią na czas godów.

## Przystosowania morfologiczne do życia w górach
Przystosowane do życia w trudnym górskim terenie, np. ma dłuższe tylne kończyny, które pozwalają żerować na stromych zboczach, zwinniej wspinać się w górę stoku oraz łatwiej przeskakiwać ze skały na skałę. Utrudniają jednak schodzenie, co kozice niwelują przez podkurczanie zadu.
Znaczącą rolę odgrywa również budowa racic. Są bardzo ruchome, co powoduje, że kozice mają nie cztery, ale do ośmiu punktów oparcia, w skrajnych sytuacjach mogą służyć za nie ostro zakończone raciczki powyżej racic, na płaskim podłożu nie dotykające ziemi. Na krawędzi każdej racicy znajduje się rogowy kant, który latem ściera się, odsłaniając lepką jak guma podeszwę.

## Zagrożenia naturalne
Największym zagrożeniem dla dorosłych kozic jest ryś. Wilk poluje na nie w okresach migracji kierdli do piętra lasu. Niedźwiedź brunatny żywi się raczej padliną kozic. Dla koźląt niebezpieczne są lisy. Orzeł przedni poluje na koźlęta, ale zdarza mu się atakować również osobniki dorosłe. Bardzo groźne dla kozic są lawiny, zwłaszcza śnieżne – bywają zimy, kiedy w Alpach ginie w ten sposób do 12% pogłowia. Kozice giną również wskutek upadków ze skał. Mają one miejsce głównie wówczas, gdy skały są oblodzone.
Kozice cierpią także na różne choroby, które mogą powodować wśród nich ogromne straty. W Alpach Austriackich w czasie epidemii parchu padło w latach 1913–1920 aż 80% kozic, a w niektórych rejonach jeszcze więcej. Choroba ta nie występuje u kozic tatrzańskich. Niebezpieczne są też robaczyce, których u kozic stwierdzono kilkanaście gatunków. Rzadko spotykaną w Tatrach chorobą jest kozia ślepota. Dotknięte nią zwierzęta tracą wzrok i schodzą do piętra lasu lub spadają w przepaść.

## Podgatunki
- kozica alpejska (Rupicapra rupicapra rupicapra) – Alpy
- kozica kartuska (Rupicapra rupicapra cartusiana) – Massif de la Chartreuse
- kozica bałkańska (Rupicapra rupicapra balcanica) – Półwysep Bałkański
- kozica kaukaska (Rupicapra rupicapra caucasica) – Kaukaz
- kozica karpacka (Rupicapra rupicapra carpatica) – Karpaty (Rumunia)
- kozica anatolijska (Rupicapra rupicapra asiatica) – Góry Pontyjskie i Taurus
- kozica tatrzańska (Rupicapra rupicapra tatrica) – Tatry

## Ochrona
Przez stulecia odławiana ze względu na delikatną, jedwabistą skórę, używaną do wyrobu giemzy. Jako gatunek kozica północna jest gatunkiem niższego ryzyka (według Międzynarodowej Unii Ochrony Przyrody IUCN), z tym że zagrożone lub wręcz na skraju wymarcia są niektóre podgatunki. Kozica alpejska (ok. 380 000 osobników) jest podgatunkiem niezagrożonym; kozica karpacka (R. r. carpatica, 9 000 osobników) również; kozica bałkańska (R. r. balcanica ok. 17 000 osobników) jest taksonem niezagrożonym, ale jej liczebność spada; kozica kaukaska (R.r. caucasica, poniżej 15 000 osobników) jest taksonem zagrożonym, dokładna liczebność jest trudna do oszacowania z powodu ciągłych wojen w regionie Kaukazu; podobnie trudna do oszacowania jest liczebność kozicy anatolijskiej zamieszkującej góry północno-wschodniej Turcji (R. r. asiatica) – nie jest prowadzona żadna inwentaryzacja tej populacji. Najbardziej zagrożonymi taksonami są kozica tatrzańska i kozica kartuska (R. r. cartusiana) zamieszkująca w ilości ok. 150 os. Masyw Chartreuse w okolicy Grenoble na przedgórzu Alp. Sytuację tej drugiej pogarsza fakt, że na terenie jej występowania nie są prowadzone żadne działania ochronne mające na celu zachowanie tej populacji. Kozica północna określana przez polskiego ustawodawcę jako kozica (Rupicapra rupicapra) podlega w Polsce ścisłej ochronie gatunkowej.

## Uwaga dotycząca nazwy

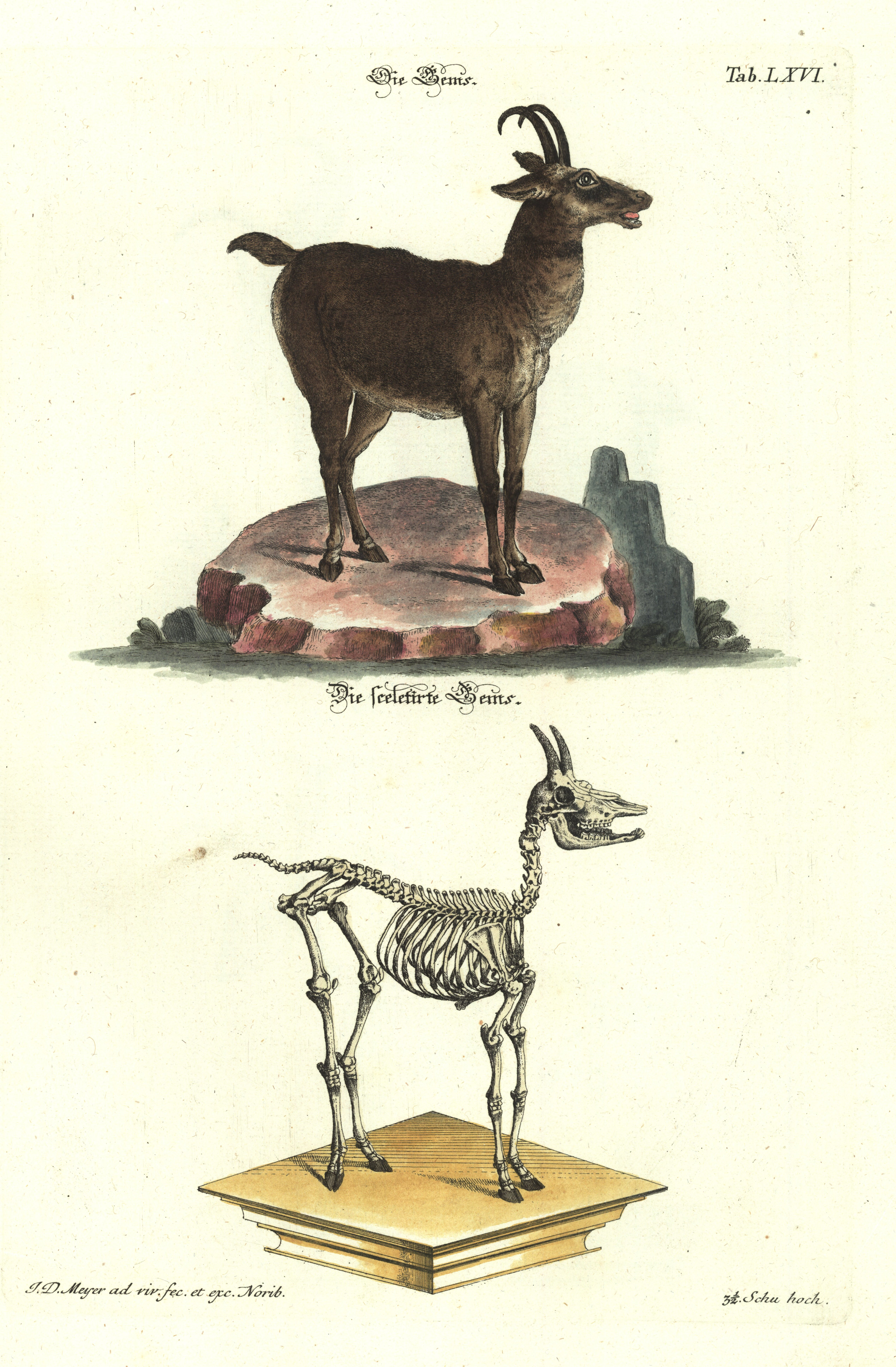
Kozica północna, miedzioryt kolorowany (Johann Daniel Meyer, 1748)

W monografii Kozica tatrzańska (wyd. TPN, Zakopane 2007), gatunek Rupicapra rupicapra jest określany polską nazwą „kozica północna”, w odróżnieniu od kozicy południowej.
W wydanej w 2015 roku przez Muzeum i Instytut Zoologii Polskiej Akademii Nauk publikacji „Polskie nazewnictwo ssaków świata” dla oznaczenia tego gatunku przyjęto nazwę kozica północna, rezerwując nazwę kozica dla rodzaju Rupicapra.